# Krila (album)
Krila  je studijski album Aleksandra Mežka, ki je izšel leta 1998 pri založbi Corona in založbi Ognjišče. Skladbe so bile posnete v studiu Room With A View, v Bournemouthu, v Združenem kraljestvu.

## Seznam skladb
Avtor vseh skladb je Aleksander Mežek, razen, kjer je posebej napisano. Skladbe 11-20 so instrumentali in vokalna spremljava.
| Št. | Naslov           | Dolžina |
| --- | ---------------- | ------- |
| 1.  | „Varuh‟          | 3:52    |
| 2.  | „Naša ladja‟     | 4:03    |
| 3.  | „Jeruzalem‟      | 3:35    |
| 4.  | „Hvalnica‟       | 4:23    |
| 5.  | „Krila‟          | 3:56    |
| 6.  | „Aleluja‟        | 3:58    |
| 7.  | „Zvesto srce‟    | 3:48    |
| 8.  | „Blagoslov‟      | 3:44    |
| 9.  | „Božično drevo‟  | 2:56    |
| 10. | „Sveče prižgane‟ | 3:04    |

| Skladbe 11-20 so instrumentali in vokalna spremljava | Skladbe 11-20 so instrumentali in vokalna spremljava | Skladbe 11-20 so instrumentali in vokalna spremljava |
| Št.                                                  | Naslov                                               | Dolžina                                              |
| ---------------------------------------------------- | ---------------------------------------------------- | ---------------------------------------------------- |
| 11.                                                  | „Varuh‟                                              | 3:52                                                 |
| 12.                                                  | „Naša ladja‟                                         | 4:03                                                 |
| 13.                                                  | „Jeruzalem‟                                          | 3:35                                                 |
| 14.                                                  | „Hvalnica‟                                           | 4:23                                                 |
| 15.                                                  | „Krila‟                                              | 3:56                                                 |
| 16.                                                  | „Aleluja‟                                            | 3:58                                                 |
| 17.                                                  | „Zvesto srce‟                                        | 3:48                                                 |
| 18.                                                  | „Blagoslov‟                                          | 3:44                                                 |
| 19.                                                  | „Božično drevo‟                                      | 2:56                                                 |
| 20.                                                  | „Sveče prižgane‟                                     | 3:04                                                 |

## Zasedba
- Aleksander Mežek – vokal, vokalna spremljava
- Steve Smith – klaviature, programiranje
- Paul Beavis – bobni, tolkala
- Hywel Maggs – električna kitara, akustična kitara
- Robbie McIntosh – električna kitara, akustična kitara
- Simon Wood – električna kitara, akustična kitara
- Chris Vass – bas
- Adrienne Loehry – vokalna spremljava
- Ray Foster – vokalna spremljava

Gostje
- Bascombe Band of the Salvation Army (1, 9)